# Staotjärnen
Staotjärnen är en sjö i Malung-Sälens kommun i Dalarna och ingår i Dalälvens huvudavrinningsområde. Sjön har en area på 0,0846 kvadratkilometer och ligger 469,1 meter över havet.

## Delavrinningsområde
Staotjärnen ingår i det delavrinningsområde (677488-134672) som SMHI kallar för Utloppet av Västra Ärsjön. Medelhöjden är 504 meter över havet och ytan är 16,27 kvadratkilometer. Det finns inga avrinningsområden uppströms utan avrinningsområdet är högsta punkten. Kinnvallen som avvattnar avrinningsområdet har biflödesordning 4, vilket innebär att vattnet flödar genom totalt 4 vattendrag innan det når havet efter 453 kilometer. Avrinningsområdet består mestadels av skog (64 procent) och sankmarker (22 procent). Avrinningsområdet har 0,52 kvadratkilometer vattenytor vilket ger det en sjöprocent på 3 procent.